# Niko Goodrum
Pour les articles homonymes, voir Goodrum.
Cartier Niko Goodrum (né le 28 février 1992 à Fayetteville, Géorgie, États-Unis) est un joueur professionnel de baseball.
Joueur d'utilité et frappeur ambidextre, Niko Goodrum évolue pour les Mets de New York en Ligue mineure de baseball.

## Carrière
Niko Goodrum est choisi par les Twins du Minnesota au 2e tour de sélection du repêchage amateur de 2010. Il est alors joueur d'arrêt-court mais, durant son séjour dans les ligues mineures, où il débute professionnellement en 2010, il joue à plusieurs positions du champ intérieur, notamment l'arrêt-court et le troisième but. Avec les Red Wings de Rochester, le club-école de niveau Triple-A des Twins, Goodrum patrouille le champ extérieur et joue en 2017 à toutes les positions sur le terrain à l'exception de lanceur et receveur.
Il fait ses débuts dans le baseball majeur le 2 septembre 2017 avec les Twins dans un match joué au Minnesota contre les Royals de Kansas City.